# Pteraulax oldroydi
Pteraulax oldroydi är en tvåvingeart som beskrevs av Abbassian-lintzen 1966. Pteraulax oldroydi ingår i släktet Pteraulax och familjen svävflugor.
Artens utbredningsområde är Iran. Inga underarter finns listade i Catalogue of Life.